# Sangli
Sangli es una ciudad y  municipio situada en el distrito de Sangli en el estado de Maharashtra (India). Su población es de 502793 habitantes (2011). Se encuentra a orillas del río Krishná, a 390 km de Bombay y a 240 km de Pune. Es el centro administrativo del distrito.

## Demografía
Según el censo de 2011 la población de Sangli era de 502793 habitantes, de los cuales 253640 eran hombres y 249153 eran mujeres. Sangli tiene una tasa media de alfabetización del 95,91%, superior a la media estatal del 82,34%: la alfabetización masculina es del 90,02%, y la alfabetización femenina del 81,77%.

## Clima
| Parámetros climáticos promedio de Sangli | Parámetros climáticos promedio de Sangli | Parámetros climáticos promedio de Sangli | Parámetros climáticos promedio de Sangli | Parámetros climáticos promedio de Sangli | Parámetros climáticos promedio de Sangli | Parámetros climáticos promedio de Sangli | Parámetros climáticos promedio de Sangli | Parámetros climáticos promedio de Sangli | Parámetros climáticos promedio de Sangli | Parámetros climáticos promedio de Sangli | Parámetros climáticos promedio de Sangli | Parámetros climáticos promedio de Sangli | Parámetros climáticos promedio de Sangli |
| Mes                                      | Ene.                                     | Feb.                                     | Mar.                                     | Abr.                                     | May.                                     | Jun.                                     | Jul.                                     | Ago.                                     | Sep.                                     | Oct.                                     | Nov.                                     | Dic.                                     | Anual                                    |
| ---------------------------------------- | ---------------------------------------- | ---------------------------------------- | ---------------------------------------- | ---------------------------------------- | ---------------------------------------- | ---------------------------------------- | ---------------------------------------- | ---------------------------------------- | ---------------------------------------- | ---------------------------------------- | ---------------------------------------- | ---------------------------------------- | ---------------------------------------- |
| Temp. máx. media (°C)                    | 31                                       | 33                                       | 36                                       | 38                                       | 37                                       | 31                                       | 28                                       | 28                                       | 30                                       | 32                                       | 30                                       | 30                                       | 32                                       |
| Temp. mín. media (°C)                    | 9                                        | 15                                       | 18                                       | 21                                       | 22                                       | 22                                       | 21                                       | 21                                       | 20                                       | 19                                       | 11                                       | 10                                       | 17.4                                     |
| Precipitación total (mm)                 | 3.8                                      | 0.5                                      | 5.3                                      | 22.1                                     | 48.3                                     | 71.1                                     | 108.7                                    | 79.8                                     | 99.6                                     | 88.9                                     | 33.5                                     | 6.9                                      | 568.5                                    |
| Fuente: Government of Maharashtra        |                                          |                                          |                                          |                                          |                                          |                                          |                                          |                                          |                                          |                                          |                                          |                                          |                                          |